# Fête de la véraison
La Fête de la véraison est un événement annuel, situé à Châteauneuf-du-Pape, en Vaucluse, lié aux activités viticoles de la commune. Elle se déroule sur 3 jours, le premier week-end du mois d'août.

## Histoire
La véraison est la période ou le raisin commence sa maturation. C'est souvent à partir de cet état du raisin qu'est déterminée la date du ban des vendanges. Sur une idée de Robert Tudella, la première fête de la véraison date de 1985. L'évènement accueille environ 30 000 personnes chaque année.

## Festivités
En plus du marché vigneron, regroupant, en tant qu'exposant, les domaines viticoles de la commune, la fête de la véraison est l'occasion de plusieurs diners-spectacles médiévaux, ainsi que de spectacles de rue. Environ 200 comédiens participent à diverses manifestations. Le marché des vignerons est complété d'un marché médiéval.

## En savoir plus